# Лесозавод № 8 (Буй)
Лесозавод № 8 — упразднённый посёлок, включенный в 1934 году состав города Буй в Костромской области России. До упразднения входил в состав Буйского района Ивановской промышленной области. Современная Лесозаводская улица, 
остановка общественного транспорта «Лесозавод» сохраняют историческую память.

## История
20 февраля 1934 года Президиум ВЦИК постановил:
«Включить в городскую черту города Буя селения Болотово и Рабочее начало, Буйского района, и лесозавод № 8 с электростанцией».